# Зиан (Тасмания)
Зиан (англ. Zeehan) — небольшой город на западе Тасмании (Австралия), недалеко от западного побережья острова. Согласно переписи 2016 года, население Зиана составляло 698 человек.

## География

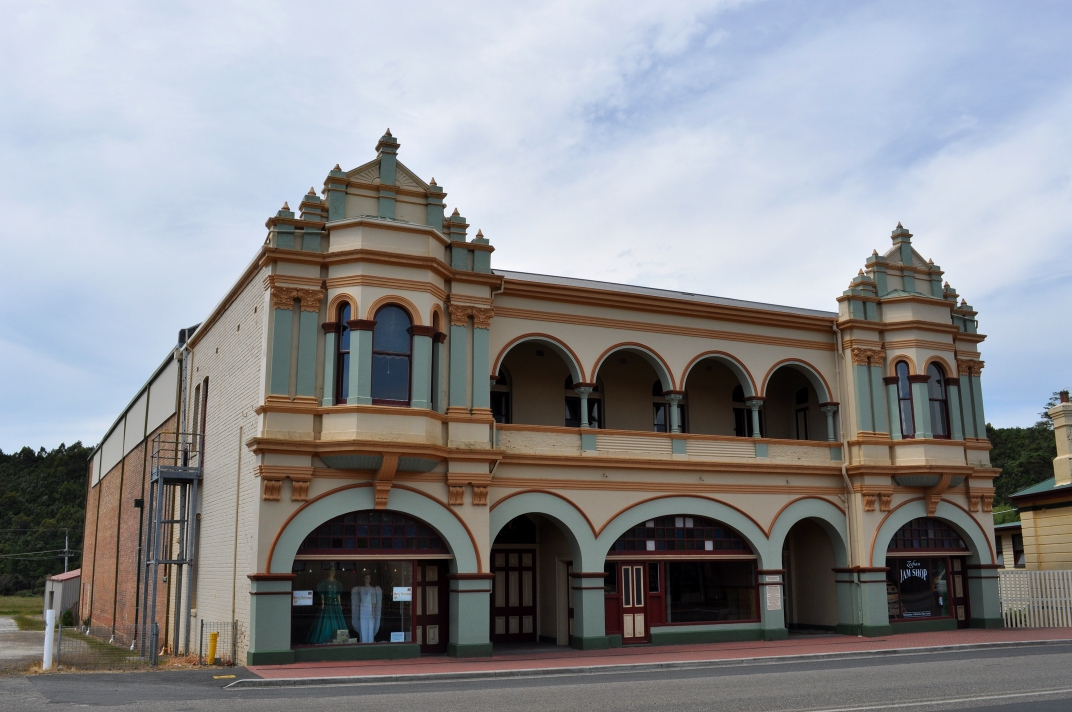
Бывший театр (Gaiety Theatre) в Зиане, в настоящее время — музей

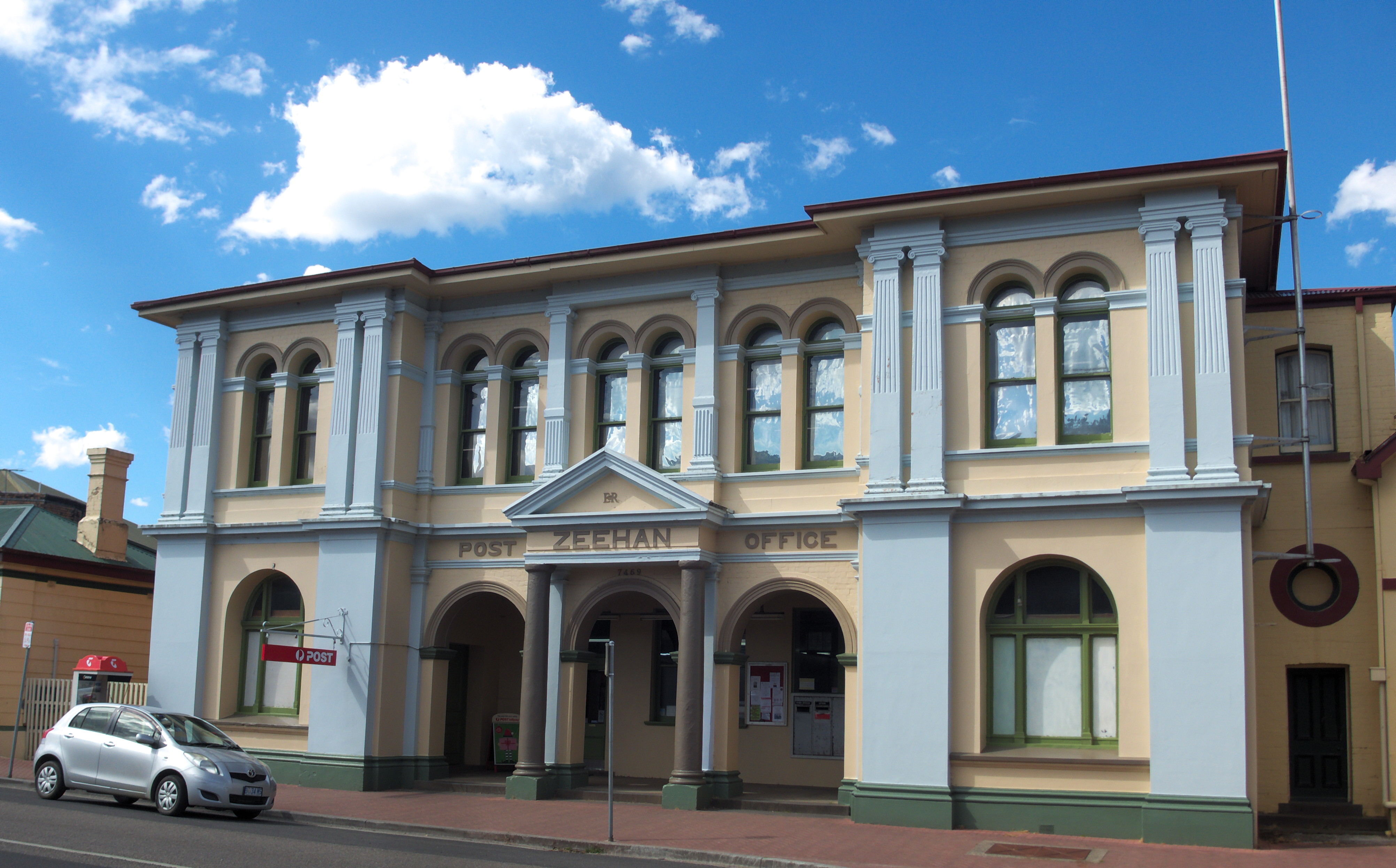
Почтамт в Зиане

Город Зиан находится в гористой местности на западе острова Тасмания, примерно в 15 км от западного берега Тасмании, омываемого Индийским океаном. Недалеко от города протекает река Литл-Хенти (Little Henty River).
Примерно в 5 км южнее города находится одноимённая гора Зиан (Mount Zeehan, 702 м над уровнем моря).

## История
Как и гора Зиан (Mount Zeehan), город был назван в честь корабля (нидерл. "Zeehaen") голландского мореплавателя Абеля Тасмана, открывшего остров Тасмания и назвавшего его Землёй Ван-Димена.
В 1882 году в этом районе была открыта серебряная и свинцовая руда, но образовавшееся поселение развивалось медленно, из-за того, что туда было трудно добраться. В 1889 году была построена дорога к берегу океана (Trial Harbour), а в 1890 году — железная дорога до Страна, и город Зиан стал быстро развиваться. К 1900 году он уже был третьим по величине городом Тасмании после Хобарта и Лонсестона, с населением от 8 до 10 тысяч человек.
Во время Первой мировой войны добыча руды значительно сократилась, и население города резко уменьшилось.

## Достопримечательности
К настоящему времени Зиан является заметным туристическим центром Тасмании. В нём находится Центр наследия Западного побережья (англ. West Coast Heritage Centre), включающий в себя Музей пионеров Западного побережья (англ. West Coast Pioneers' Museum), открытый в 1965 году в старом здании Зианской горной школы (англ. Zeehan School of Mines), коллекцию минералов, а также историческое здание театра Gaiety Theatre.

## Население
Согласно переписи населения 2016 года, население Зиана составляло 698 человек, 52,3 % мужчин и 47,7 % женщин. Средний возраст жителей Зиана составлял 42 года.
| 1996 | 2001 | 2006 | 2011 | 2016 |
| ---- | ---- | ---- | ---- | ---- |
| 1116 | 897  | 845  | 728  | 698  |

## Транспорт
Основные автомобильные дороги:
- (проходит примерно в 5 км восточнее Зиана) в юго-восточном направлении (Zeehan Highway) в сторону Куинстауна (и затем до Хобарта), а в северном направлении (Murchinson Highway) в сторону Берни
- в южном направлении, в сторону Страна (на пути к Страну эта дорога пересекает реку Хенти)

Расстояние до Хобарта — 298 км, до Куинстауна — 38 км, до Страна — 45 км, а до Берни — 137 км.
По автомобильной дороге C249, ведущей на северо-запад, от Зиана можно добраться до селения Коринна (Corinna), которое находится на берегу реки Паймен. Расстояние от Зиана до Коринны — 53 км.